# Nunsexmonkrock
Nunsexmonkrock is een album van Nina Hagen uit 1982.
Na een afwezigheid van drie jaar verschijnt het derde album van Nina Hagen in 1982, maar het eerste waarin ze als soloartiest acteert. Oorspronkelijk zou het album "Wie werde ich Buddha?" gaan heten, maar dat werd door de platenmaatschappij tegengehouden. Samen met de afbeelding op de cover, waarin Hagen poseert als een soort madonna met Cosma Shiva op de arm, geeft het de spirituele interesse en inspiratie aan, die ook in veel nummers naar voren komen. De langspeelplaat bevat zowel Engelse als Duitse nummers en vaak loopt de ene taal binnen een nummer in de andere over.
Het album start met "Antiworld" met zowel gezongen als gesproken tekst. In de tekst allerlei verwijzingen naar communisme (Bukashkin, Prawda-paper) en religie ("Devils paradise is antireligious"). Hierna volgt "Smack Jack", geschreven door Ferdi Karmelk, nog verwijzend naar de woelige tijd die Hagen met hem in Amsterdam beleefde. "Taitschi-Tarot" heeft een sterk boeddhistisch karakter en eindigt met "I will find the spiritual director one day". Het nummer "Dread Love" start met "Praise the Lord everyday! with dread love". In dit nummer komt de titel van het album, "Let's do the Nunsexmonkrock", voor. De eerste kant van het album sluit af met "Future Is Now".
De tweede kant start met "Born In Xixax", een "spöttische Abrechnung mit ihrer Heimat, dem real-existierenden Sozialismus", met teksten als "My uncle is a spy in the Sowjetunion. He knows that Mr. Breschnew's planning a reunion". "Iki Maska" volgt, met in de zang onder andere stukken van Bertolt Brecht. Daarna is er weer een terugverwijzing naar de tijd in Amsterdam, met het nummer Dr. Art. Hierin wordt verwezen naar een toentertijd bekende punker en graffitikunstenaar, Dr. Rat, ook wel Dr. Death genoemd. Het vierde nummer op kant 2 is "Cosma Shiva", naar het kind dat Hagen op 17 mei 1981 heeft gekregen, Cosma Shiva Hagen. De vader is Ferdi Karmelk, gitarist bij de Wild Romance van Herman Brood. Cosma Shiva is ook als kirrende baby te horen in het nummer. Het album sluit af met "UFO". Hagen heeft vaker geclaimd ufo's te hebben gezien, de eerste in Malibu. In dit nummer blijken ze overal voor te komen: in Berlijn, Kioto, Amsterdam.
Nunsexmonkrock heeft de albumlijsten niet gehaald. Het heeft alleen enig succes gehad in Noorwegen en Nieuw-Zeeland. "Smack Jack" is als single uitgebracht, met bijbehorende videoclip.

## Musici
- Nina Hagen - zang, gitaar, synthesizer
- Allan Schwartzberg - drums
- Karl Rucker - bas, synthesizer
- Chris Spedding - gitaar
- Paul Shaffer - synthesizer
- Paul Rostler - piano, synthesizer
- Axel Gothe - sax, klarinet

## Muziek
| Nr. | Titel          | Duur |
| --- | -------------- | ---- |
| 1.  | Antiworld      | 4:41 |
| 2.  | Smack Jack     | 5:17 |
| 3.  | Taitschi-Tarot | 2:06 |
| 4.  | Dread Love     | 4:07 |
| 5.  | Future Is Now  | 2:55 |
| 6.  | Born In Xixax  | 2:55 |
| 7.  | Iki Maska      | 5:09 |
| 8.  | Dr. Art        | 4:50 |
| 9.  | Cosma Shiva    | 3:19 |
| 10. | UFO            | 4:53 |